# Rasm al-Mustaha
Rasm al-Mustaha – wieś w Syrii, w muhafazie Aleppo. W 2004 roku liczyła 1243 mieszkańców.